# Carpó

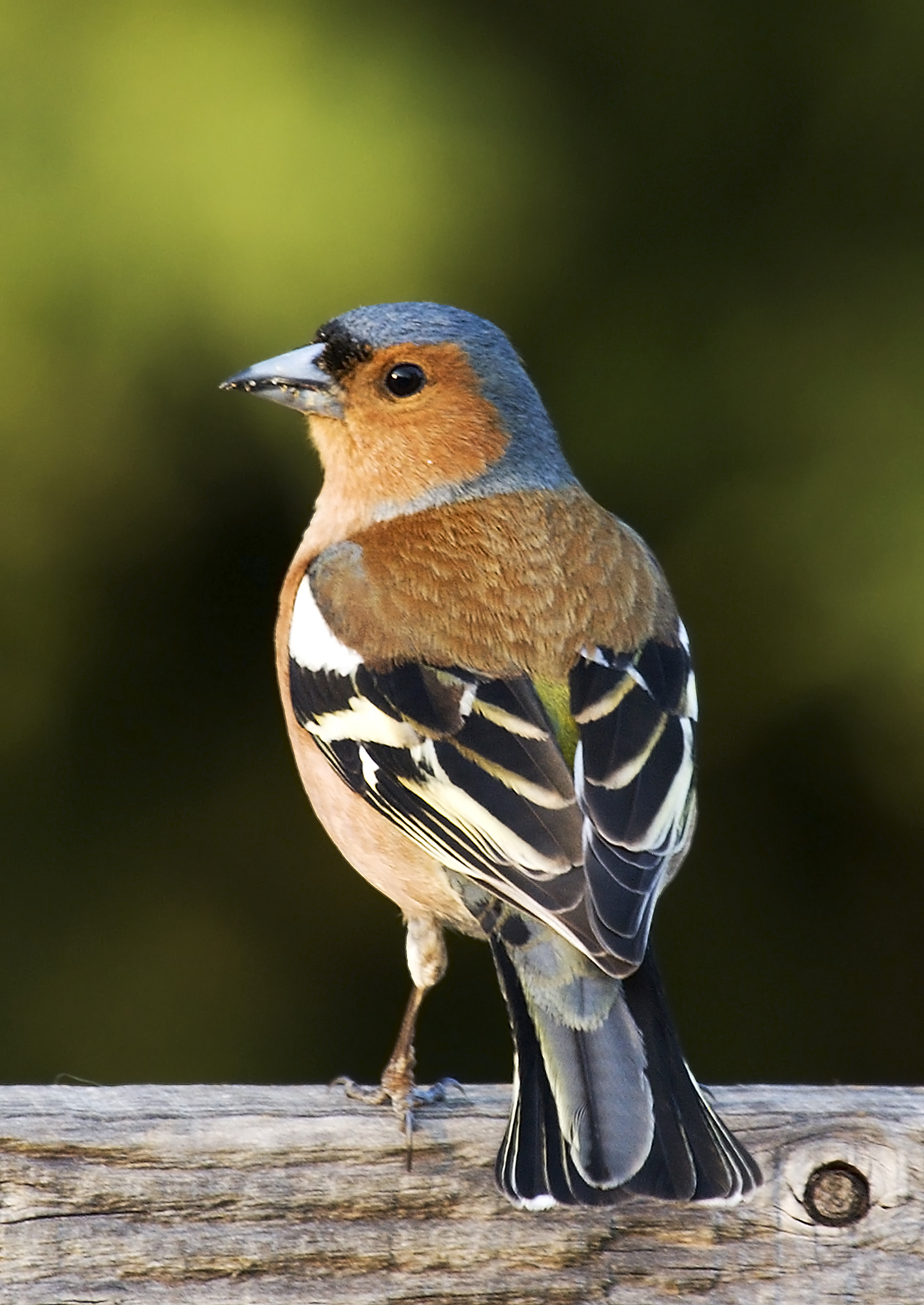
El carpó del pinsà comú (Fringilla coelebs) és de color verdós.

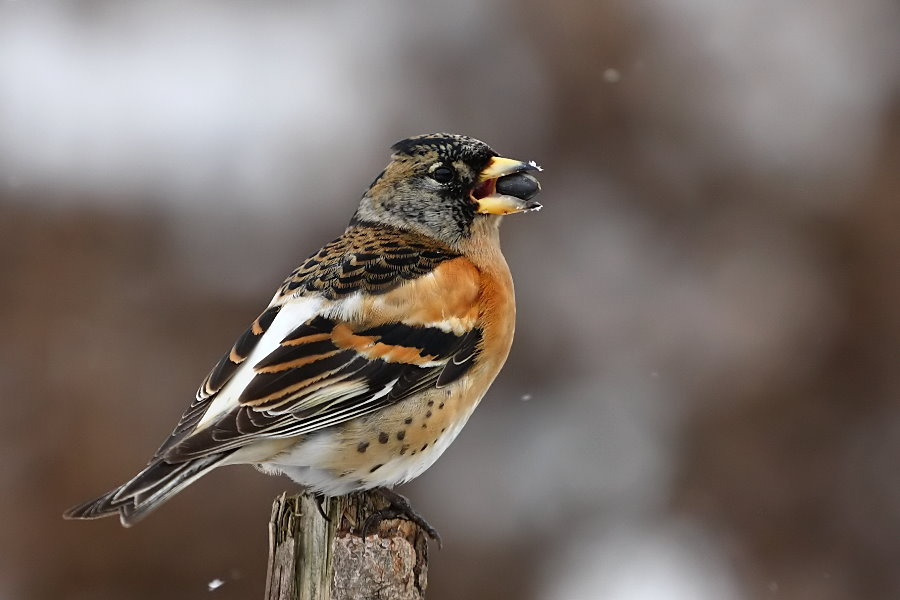
El carpó del pinsà mec (Fringilla montifringilla) és de color blanc.

El carpó és la part de l'anatomia de les aus immediatament superior a la cua. La coloració del plomatge d'aquesta zona és una característica molt útil en què fixar-se per diferenciar espècies o entre sexes d'una mateixa espècie. Amb les ales plegades aquesta zona queda amagada.
Evolutivament, l'aparició del carpó està unida a la del pigostil i a les plomes rectrius.